# جيورجي تيجييف
جيورجي تيجييف (بالروسية: Тигиев, Георгий Львович)‏ (26 مايو 1995 ببيسلان في روسيا - ) هو لاعب كرة قدم روسي في مركز الدفاع. لعب مع أنجي محج قلعة وتوربيدو موسكو ونادي كوبان كراسنودار وFC Dynamo Kostroma ‏.

## وصلات خارجية
- جيورجي تيجييف على موقع Soccerway.com (الإنجليزية)